# Jason (BSAD)
Pour les articles homonymes, voir Jason (homonymie).
Le BSAD (bâtiment de soutien, d'assistance et de dépollution) Jason est un navire de services français. Il a été construit sur le chantier naval Keppel Sigmarine de Singapour sous le nom de Bourbon Apsara pour le compte de la société Les Abeilles (filiale d'assistance et de sauvetage du groupe Bourbon).
Il est basé à Toulon, est propriété de la société Les Abeilles, elle-même propriété du Groupe BOLUDA depuis juin 2024. Il est affrété par la Marine nationale depuis juillet 2009 comme bâtiment de soutien, d'assistance et de dépollution (BSAD) en remplacement du bâtiment de soutien de haute mer (BSHM) Carangue.

## Service
Le BSAD Jason assure, avec le remorqueur Abeille Méditerranée la protection du littoral français en Méditerranée, de la côte italienne à la côte espagnole ainsi que la Corse.

Il porte sur sa proue le marquage AEM (Action de l'État en mer) , les trois bandes inclinées bleu, blanc, rouge.

## Caractéristiques techniques
Le BSAD Jason  est un navire multitâches, de la famille des supply vessels, un AHTS (oil recovery DP1 anchor handling tug supply) de la série des UT710. Il est à la fois remorqueur, ravitailleur, releveur d'ancres et navire dépollueur.

### Assistance en mer et ravitaillement

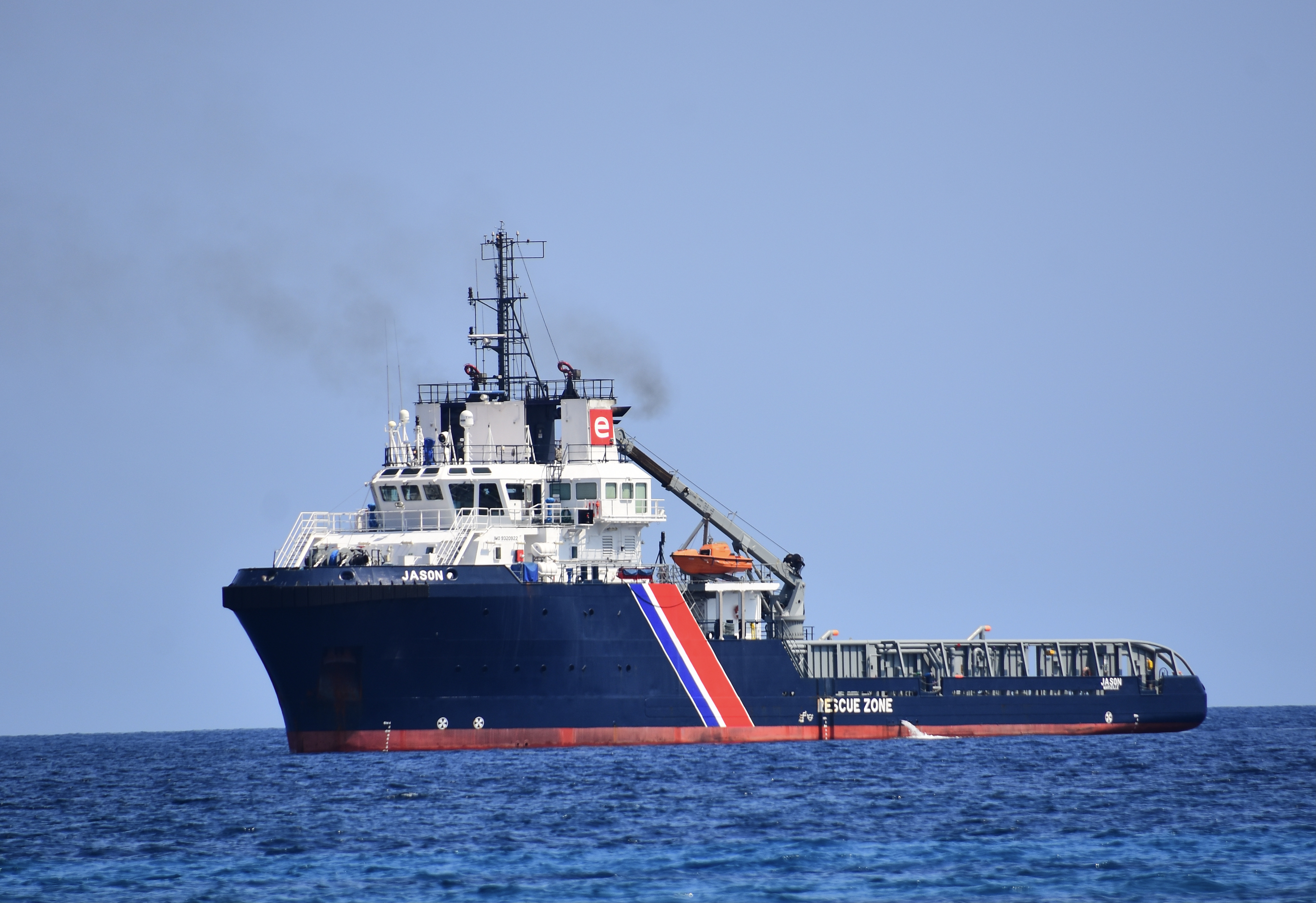

Il possède un pont arrière pouvant stocker jusqu'à 1 200 tonnes, avec un treuil hydraulique de remorquage et de relevage d'ancres et deux tourets de 250 tonnes avec 2 000 mètres de câble chacun. Une grue hydraulique de deux tonnes complète le matériel de levage.
Il peut servir de support au mini sous-marin de secours (NSRS) utilisé en cas d'accident d'un des sous-marins militaires français ainsi que de support de plongée pour des interventions et travaux sous-marins…

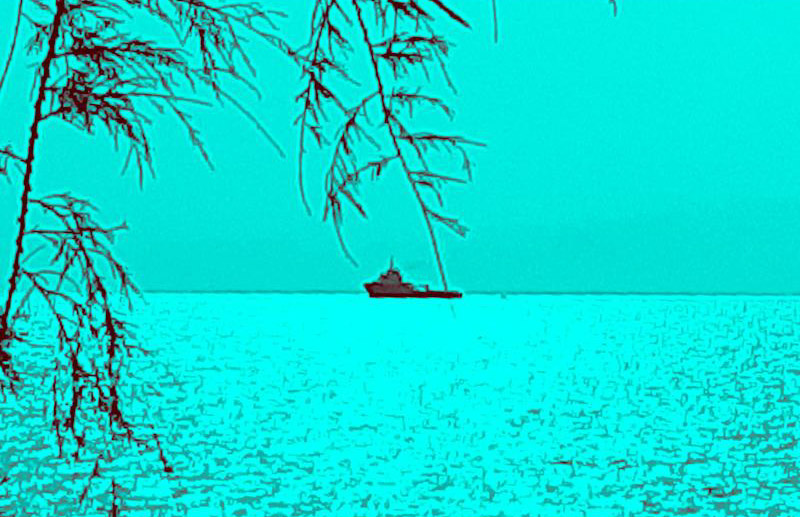
Jason au large du boulevard du midi (Cannes) à 2 miles au large

Il est à Cannes en novembre 2020 pour la récupération de l'épave d'un avion crashé en mer le 2 novembre.

### Lutte anti-pollution
Il est modifié en 2010 et possède des cuves de récupération d'hydrocarbures pour un stockage de 1 000 m3. Il possède aussi quatre cuves de 70 m3 chacune pour les produits dispersants, eau chaude et produit moussant pour ses canons à eau. Il peut embarquer, selon les besoins, des matériels divers comme des pompes de surface à rouleaux, des barrages flottants, des bras d'écopages…

### Lutte incendie
Il est aussi classé FiFi 1. Le système anti-incendie comprend 2 canons à eau alimentés par 2 pompes au débit de 1 500 m3/h et de connexions multiples sur le pont.